# Moltkebogen
Der Moltkebogen oder Adlerbogen ist ein denkmalgeschütztes Bauwerk.

## Lage
Auf der Ostflanke des Donnersbergs steht auf den Moltkefelsen, die südlich von Dannenfels etwas unterhalb einer 544,9 m hohen Waldwegstelle liegen, der Adlerbogen. 

## Geschichte
Das Denkmal wurde auf Betreiben des Pfälzischen Verschönerungsvereins 1880 zu Ehren des Beitrags von Generalfeldmarschall von Moltke (1800–1891) bei der Sicherung der Pfalzgrenzen im Deutsch-Französischen Krieg (1870/71) errichtet; geschaffen wurde es von Bauingenieur August Freiherr Schilling von Canstatt. Es besteht aus einem Stahlbogen, der von einem stählernen Adler (Reichsadler) gekrönt und von zwei Standbildern von Moltke und Bismarck flankiert ist.
Nach dem Zweiten Weltkrieg wurde im Jahr 1945 dem Adler von US-Soldaten der Kopf abgeschossen. 1981 wurde der restaurierte Adler mit Hilfe eines Hubschraubers angeliefert und erneut montiert. In der Folgezeit wurde das Bismarck-Standbild durchlöchert und geköpft, das Moltke-Standbild verschwand völlig.
Im Rahmen einer umfassenden Restaurierung der Anlage wurden am 18. Juni 2016, wiederum unter Zuhilfenahme eines Hubschraubers, originalgetreue Kopien der beiden Standbilder auf den dafür vorgesehenen Podesten aufgestellt. Rohlinge für die Figuren schnitzte der Motorsägen-Künstler Ricardo Villacis aus Ecuador aus einem 140 cm dicken Eichenstamm, den Guss bewerkstelligte kostenlos das Unternehmen HegerGuss aus Enkenbach-Alsenborn.